# Ouled Atia
Ouled Atia (em árabe: أولاد عطية) é uma cidade e comuna localizada na província de M'Sila, Argélia. Segundo o censo de 2008, a população total da cidade era de 8 498 habitantes.